# Línia evolutiva de Nymble
Aquesta línia evolutiva de Pokémon inclou Nymble i Lokix.

## Nymble
Nymble és una de les espècies que apareixen a la franquícia Pokémon, una sèrie de videojocs, anime, mangues, llibres, cartes col·leccionables i altres mitjans que va ser inventada per Satoshi Tajiri i ha generat milers de milions de dòlars en beneficis per a Nintendo i Game Freak. És de tipus bestiola i evoluciona a Lokix.
Durant el joc es pot pujar de nivell per a evolucionar-lo una vegada arriba al nivell 24.

### En els videojocs
Va fer el seu debut en el joc Pokèmon Escarlata i Púrpura, per tant va aparèixer per primera vegada en un joc el 18 de novembre de 2022, data de llançament d'aquest videojoc.

## Lokix
Lokix és una de les espècies que apareixen a la franquícia Pokémon, una sèrie de videojocs, anime, mangues, llibres, cartes col·leccionables i altres mitjans que va ser inventada per Satoshi Tajiri i ha generat milers de milions de dòlars en beneficis per a Nintendo i Game Freak. És de tipus bestiola. Evoluciona de Nymble.

### En els videojocs
Va fer el seu debut en el joc Pokèmon Escarlata i Púrpura, per tant va aparèixer per primera vegada en un joc el 18 de novembre de 2022, data de llançament d'aquest videojoc.